# 英國在華最高法院

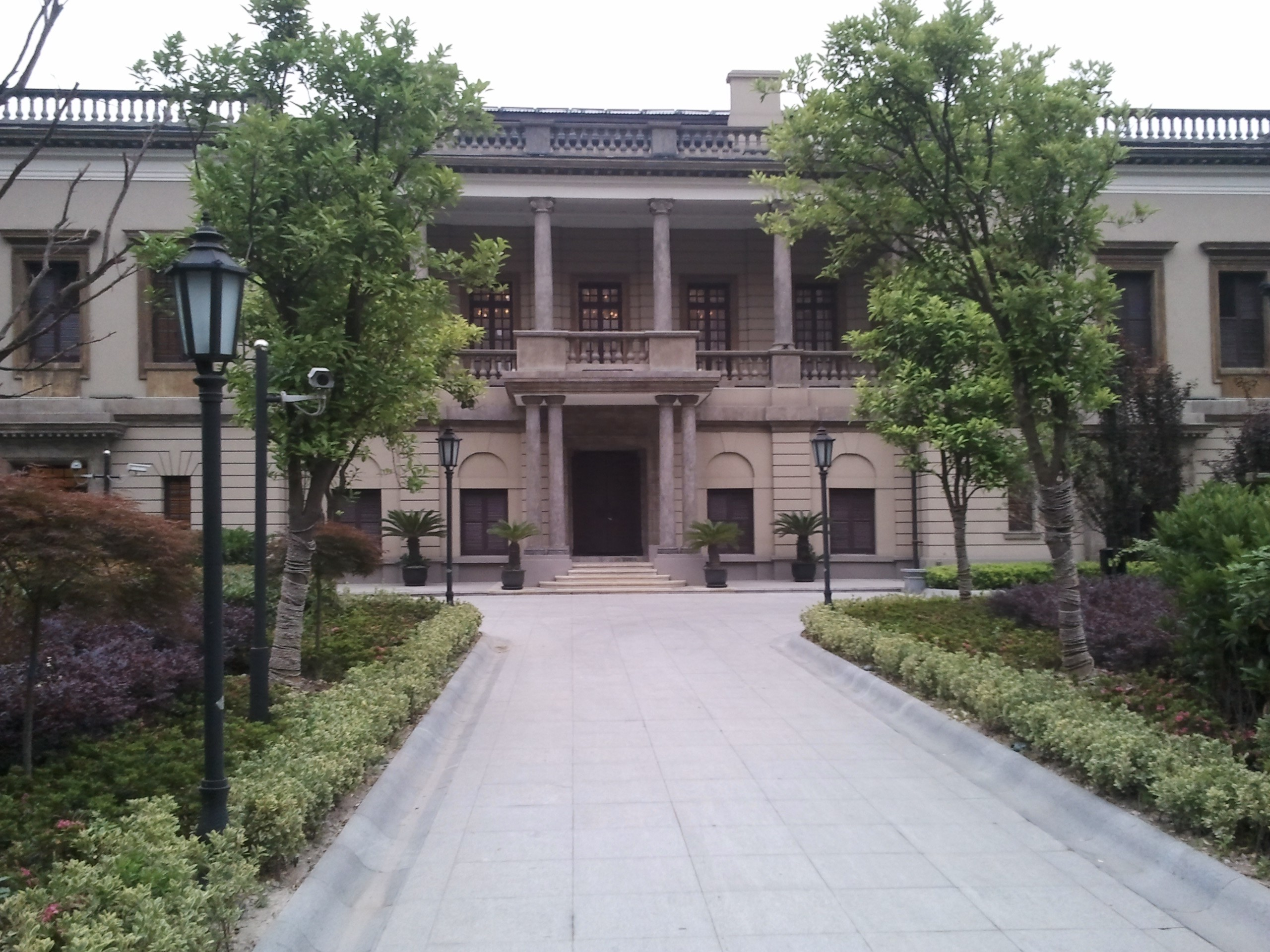
英國在華最高法院舊址

英國在華最高法院（英語：British Supreme Court for China），又稱大英按察使司衙門，是英國在1865年至1943年間設於中國上海公共租界的法院，歷史上對中國、日本和朝鲜行使治外法權。

## 沿革
英國在1842年與清廷簽訂《南京條約》、在1858年與德川幕府簽訂《日英修好通商條約》、以及在1883年與朝鮮王朝簽訂《朝英修好通商條約》，因而先後取得對華、對日和對朝的治外法權，有全權對這些地區的英籍人士行使司法權。法院在1865年設立時對中日兩國擁有治外法權，因此名為英國在華及在日最高法院（British Supreme Court for China and Japan），英國在1899年停止對日本行使治外法權，法院遂於1900年更名為英國在華及在朝最高法院（British Supreme Court for China and Corea），至1910年復因日韓合併，英國不再對朝鮮行使治外法權，故法院再改名英國在華最高法院。及至1943年，英國與國民政府達成協議同意放棄對華治外法權，法院才告裁撤。

## 歷任大英按察使
按察使司衙門創設人暨首任按察使是洪卑爵士。